# Karl Harrer

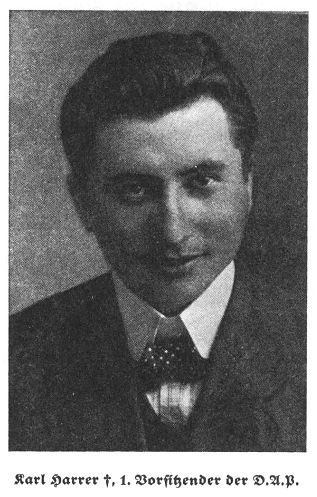
Karl Harrer (1920)

Karl Harrer (* 8. November 1890 in Beilngries; † 5. September 1926 in München) war ein deutscher Sportjournalist und neben Anton Drexler und Gottfried Feder Gründungsmitglied der Deutschen Arbeiterpartei (DAP), aus der die Nationalsozialistische Deutsche Arbeiterpartei (NSDAP) hervorging.

## Leben

### Im Ersten Weltkrieg
Harrer war ein Sohn des Gastwirtes Michael Harrer und seine Ehefrau Aloisia, geb. Kopfmüller.
1913 trat Harrer als Einjährig-Freiwilliger ins 2. bayerische Infanterieregiment ein. Im Ersten Weltkrieg wurde Harrer im September 1914 bei Vermandovillers (Frankreich) schwer verwundet. Er erlitt einen Kniegelenkschuss, der zur Folge hatte, dass er nicht Offizier werden konnte. Nach seiner Verletzung kam Harrer nicht mehr an die Front. Ende Juni 1918 wurde er aus der Armee entlassen.

### Nachkriegszeit, Tätigkeit für die Deutsche Arbeiterpartei
Nach dem Ende seiner Militärzeit wurde Harrer Sportjournalist beim Münchener Beobachter, der seit 1918 im Besitz der antisemitischen Thule-Gesellschaft war und sich in seinem Untertitel als „Unabhängige Zeitung für nationale und völkische Politik“ bezeichnete.
Im Auftrag des Chefredakteurs und Gründers der Thule-Gesellschaft, Rudolf von Sebottendorf, engagierte sich Harrer nach dem Krieg beim Aufbau der Deutschen Arbeiterpartei, die Arbeiter aus sozialdemokratischem und kommunistischem Milieu mit antisemitischen und völkischen Ideen beeinflussen sollte. Harrer selbst vertrat völkisch-nationale Thesen.
Am 5. Januar 1919 wurde Harrer der erste Vorsitzende („Reichsvorsitzender“) der DAP. Anton Drexler wurde Vorsitzender der Münchener Ortsgruppe. Anwesend waren etwa 24 Personen, überwiegend Eisenbahner aus Drexlers Kollegenkreis.
Karl Harrer hatte den Plan, die DAP wie eine Geheimgesellschaft nach dem Vorbild der Thule-Gesellschaft zu führen. Sein sogenanntes „Zirkelkonzept“ kollidierte mit den Absichten Adolf Hitlers, der der DAP im September 1919 beigetreten war und sie zu einer totalitären Massenpartei ausbauen wollte.
Gegen Ende 1919 trat die Rivalität zwischen Harrer und Hitler offen zutage; Harrer beschuldigte Hitler des Größenwahns. Er trat am 5. Januar 1920 von allen Parteiämtern zurück, nachdem er der Absicht Hitlers, Anfang 1920 eine Massenveranstaltung abzuhalten, widersprochen und eine Niederlage erlitten hatte. Der Parteivorsitz ging in der Folge zunächst an Drexler und wenige Monate später an Hitler über.

### Letzte Jahre
Nach seinem Ausscheiden aus der DAP lebte Harrer unauffällig in München. In seiner Sterbeurkunde wurde als seine Berufsbezeichnung zum Zeitpunkt seines Todes „Schriftsteller und Redakteur“ angegeben.
Harrer starb am 5. September 1926 in München eines natürlichen Todes. Sebottendorf hielt Harrers 1914 erlittene Kriegsverletzung für die Ursache von dessen Tod.

## Konflikt mit Hitler
Hitler kritisierte später im Rückblick die politischen Fähigkeiten von Harrer auf Grundlage ihrer kurzen Zusammenarbeit Ende 1919:

„Harrer war ein schlechter Redner. Das heißt, er redete überhaupt nicht, sondern las meistens vor. Es war selbstverständlich, daß die Partei unter einer solchen Leitung über 15 Mann gar nicht herauskommen konnte. Denn das Unglück war, daß Harrer sich selbst für ein rednerisches Phänomen hielt und nicht zu bewegen war, anderen das Wort zu längeren Ausführungen zu erteilen. Er fürchtete, daß dies zu einer Blamage für den Verein führen könnte. So war er besonders tief erfüllt von der Überzeugung, daß mir selbst jede, aber auch jede rednerische Fähigkeit fehlt. Mir fehlt die Ruhe zum Reden. Ich sprach seiner Überzeugung nach zu hastig. Ich überlegte die Sätze zu wenig. Außerdem war meine Stimme zu lärmend und endlich bewegte ich dabei dauernd die Hände. Kurz, er war überzeugt, daß ich alles werden könnte in meinem Leben, aber etwas niemals, nämlich ein - Redner. Er versuchte mir das gütlich klarzumachen. Das gab einen ewigen Krieg. Ich war natürlich vom Gegenteil überzeugt.“

Auch in seinem Buch Mein Kampf erwähnt Hitler Harrer an mehreren Stellen. Ein Beispiel:

„Dem damaligen ersten Vorsitzenden der Partei, Herrn Harrer, erschien die Sache als ein großes Wagnis. Der sonst sicherlich redliche Herr hatte nun einmal die Überzeugung, daß ich wohl verschiedenes könnte, aber nur nicht reden.“

## Archivische Überlieferung
Im Bayerischen Hauptstaatsarchiv hat sich eine Militärpersonalakte aus Harrers Zeit in der Bayerischen Armee erhalten (OP 37072).